# Constantin Petrovicescu
Constantin Petrovicescu, romunski general, * 1883, † 1949.